# Redigobius tambujon
Redigobius tambujon är en fiskart som först beskrevs av Bleeker, 1854.  Redigobius tambujon ingår i släktet Redigobius och familjen smörbultsfiskar. IUCN kategoriserar arten globalt som livskraftig. Inga underarter finns listade i Catalogue of Life.